# Capacmarca (distrito)
O distrito peruano de Capacmarca é um dos oito distritos da Província de Chumbivilcas, situada no Departamento de Cusco, pertencente ao Departamento de Cusco, Peru.

## Transporte
O distrito de Capacmarca é servido pela seguinte rodovia:
- CU-138, que liga o distrito à fronteira com Apurímac
- CU-119, que liga o distrito de Santo Tomás à cidade de Paruro [1][2][3]